# Andorka Péter (labdarúgó)
Andorka Péter (Veszprém, 1984. július 19. –)  magyar labdarúgó, csatár.

## Pályafutása
Andorka karrierjét a Debreceni VSC-nél kezdte . Egy négyéves időszak alatt huszonöt mérkőzésen három gólt szerzett. 2005. január 24-én Andorka a Zalaegerszegi TE-be igazolt, ahol három gólt szerzett az első idényében. Egy rövid és sikertelen kitérő után igazolt a Pécsi MFC-hez. 2006. január 26-án igazolt a Szombathelyi Haladás VSE-hez . Ez volt Andorka pályafutásának legsikeresebb szakasza.
Andorka a Kaposvári Rákóczi FC-nél játszott a másodosztályban.
Andorka jelenleg a Szeged-Csanád Grosics Akadémia NB. III-as csapatának játékosa.

## Családi kötelék
Édesapja Andorka Gábor kapus, aki 56 mérkőzésen védett az élvonalban.

## Sikerei, díjai
- Magyar bajnokság
  - 3.: 2008–09

## Külső hivatkozások
- Andorka Péter interjú 2011